# Domenico Grandi
Domenico Grandi (Corinaldo, 14 novembre 1849 - Rome, 22 janvier 1937) était un général et un homme politique italien. Il a été ministre de la Guerre du royaume d'Italie.

## Biographie
La famille bourgeoise aisée de Domenico Grandi, d'ancienne origine des Marches, bientôt retournée à Senigallia à cause du travail de son père, n'avait pas de traditions militaires : néanmoins, très tôt, le jeune Grandi, qui avait commencé ses études au gymnase des Jésuites, s'orienta vers une carrière dans les armes.
N'étant pas volontaire pour la guerre de 1866, comme il l'aurait souhaité, il entre à l'école militaire de Modène le 2 novembre 1867 et en sort le 22 août 1869 avec les épaulettes de sous-lieutenant (sottotenente) ; en 1868, il était devenu orphelin de père. Destiné à Terni (alors à la frontière avec les États pontificaux), il participe à la prise de Rome ; il obtient ensuite (29 juillet 1871) une décoration pour la valeur civile pour son aide à la population lors du débordement du Tibre les 28-30 décembre 1870.
Après avoir enseigné pendant un an à Modène et servi à Palerme, il s'inscrit le 31 décembre 1872 aux cours de l'École de guerre de Turin. Le 4 novembre 1875, il est nommé lieutenant (tenente) et le 26 août 1877, il entre à l'État-major général (à l'époque du corps d'armée de Palerme).
Les études de Grandi, réalisées à une époque où le rôle de l'état-major était en pleine mutation, l'ont conduit à une carrière "bureaucratique" (à l'exception des périodes obligatoires de commandements départementaux opérationnels).
Le 10 mars 1879, il est nommé officier d'état-major au secrétariat général du ministère de la Guerre, où il est presque immédiatement nommé capitaine (capitano). Le 21 mars 1886, il est promu major (maggiore) et se rend au quartier général du 21e régiment d'infanterie, mais le 1er août 1888, il est de retour au ministère de la Guerre, division de l'état-major, chef de section du bureau d'Afrique. Entre-temps, entre 1881 et 1882, il avait également perdu sa mère et un de ses frères.
Dans les années 1880 et 1990, le chef d'état-major de l'armée était le plus important des conseillers techniques du ministre, mais il n'était en fait qu'un conseiller ; cette approche, qui impliquait la prévalence de la politique sur l'élément technico-militaire, a été adoptée par Grandi.
C'est précisément dans ces années-là qu'on lui confia une tâche délicate : recevoir et accompagner la mission venue de Scioa en Italie pour les accords finaux concernant le traité d'Uccialli et l'envoi de 10 000 fusils que l'Italie devait remettre au Negus Menelik II en même temps que la signature du traité. Il accompagne le ras Makonnen dans son voyage de retour de Rome via Jérusalem et participe à l'expédition "Tigrinya" du général Baldassarre Orero de Massaoua à Adoua.
Il se retrouve impliqué, en tant que fonctionnaire, dans l'affrontement entre la "ligne scioana" (celle parrainée par le comte Pietro Antonelli et Francesco Crispi) et la "ligne tigrina" (liée au général Antonio Baldissera, aux milieux militaires de Rome et de Massaoua et, finalement, à Crispi). En privé, dans ses mémoires, Grandi juge la marche du général Orero sur Adoua comme " un bricolage inutile " et critique sévèrement l'expansionnisme colonial en général: " En résumé, cette Afrique est partout très mauvaise pour nous, car je ne crois pas qu'il soit opportun de dépenser tant d'argent pour un endroit qui ne nous apportera rien ou presque " (16 février 1890); " Tout ce que notre colonie pourra nous donner, c'est un peu de commerce, mais rien de plus " (21 janvier 1890). Le fait est que, avec le retour de Crispi au ministère en décembre 1893, il a été exonéré (dit Grandi, dans les mémoires, sur demande) du Bureau Afrique. Néanmoins, il ne s'est jamais opposé publiquement à une mission qui semblait apporter honneur et fonds à l'armée et, peut-être, à son pays.
La carrière de Grandi profite de ces séjours dans les bureaux romains: le 23 août 1891, il est promu lieutenant-colonel (tenente colonnello) et le 10 août 1895, colonel (colonnello). Entre-temps, il avait quitté le commandement de l'état-major général, alternant avec les affectations opérationnelles nécessaires loin de la capitale : Florence, Messine, Pérouse et autres. Le 30 octobre 1895, il a épousé Anna (Annita) Gandolfi, avec qui il a eu deux enfants.
C'est également à cette époque, entre la fin des années 1980 et les années 1990, que ses fonctions au ministère et sa participation, du moins en apparence, à la politique d'expansion coloniale - ainsi que la pression exercée par certains milieux locaux - l'amènent au Parlement. Même dans cette nouvelle circonstance, Grandi adopte une position intermédiaire, se présentant aux électeurs avec un programme que l'on pourrait définir comme un "Crispisme modéré".
Il est député de la circonscription de Senigallia dans les XVIIIe et XIXe législatures (1892-97). Lors de la précédente session électorale, la dernière avec scrutin de liste (1890), il était arrivé premier parmi les non-élus. Dans son programme, il est favorable à une politique de réformes modérées, à condition qu'il n'y ait pas de confusion sur la question de fond: "la question purement politique de la monarchie ou de la république" (discours du 30 octobre 1892). Élu, il s'occupe des questions militaires à la cour: il soutient le gouvernement, se plaçant, comme d'habitude, dans une position intermédiaire entre ceux qui soutiennent de nombreuses réformes et économies militaires et ceux qui les rejettent en bloc, proposant la consolidation du budget du ministère de la Guerre afin de le soustraire à la discussion et à la critique parlementaire. En 1900 (dans la circonscription de Foligno) et en 1913 (Naples), il est question de sa réélection à la Chambre, mais sans conséquences concrètes. En fait, après la chute de Crispi, Grandi a été âprement combattu et n'a jamais été réélu; il a écrit dans ses mémoires (Alcuni appunti sulla mia vita écrit par Domenico Grandi pour ses fils Piero et Mario) : "Je suis tombé comme député parce que j'ai été disgracieusement opposé par le ministère alors en fonction" (Antonio di Rudinì) car il "est resté fidèle à Crispi".
Après 1896, et une fois ses fonctions au ministère terminées, même la carrière militaire de Grandi suit un cours plus prévisible: le 16 novembre 1900, il est nommé général de division (maggior generale) et ce n'est que le 16 février 1908 qu'il est nommé lieutenant général (tenente generale équivalent à général de corps d'armée). Les nominations elles-mêmes témoignent d'un éloignement, désormais aussi géographique, des centres de pouvoir politique et militaire. En fait, il erre entre la Sicile, Ravenne, Padoue et Rome, avant d'arriver en septembre 1911, au commandement du 10e corps d'armée à Naples: une destination importante mais pas centrale car le Sud, stratégiquement, n'avait pas une grande importance dans les préparatifs militaires de l'Italie. Il s'est également tenu à l'écart du débat politique ainsi que du Parlement.
Dans ces conditions, en mars 1914, Grandi est "repêché" par Antonio Salandra et le roi, par l'intermédiaire de l'aide de camp Ugo Brusati, qui le connaît personnellement, et nommé ministre de la Guerre.
Avec sa nomination, le gouvernement entendait parrainer un officier de haut rang qui n'était pas particulièrement lié ou favorisé par le système "giolitain" précédent, qui avait une certaine expérience de la politique et de la gestion de l'administration militaire, qui était lié, bien qu'à sa manière, au passé des "crispinains" et qui était fortement déférent envers la monarchie. Ils voulaient éviter un choix "partisan", ouvertement anti-giolitain, et le roi et Salandra proposèrent, avec Grandi, une candidature presque "institutionnelle" et "technique", même si - comme l'ont constaté les observateurs les plus attentifs, comme F. Martini - délavée et sans couleur.
En fait, Salandra était arrivé à la nomination de Grandi comme ministre (24 mars 1914) - suivie, comme d'habitude, de sa nomination comme sénateur (29 mars) - après les refus de C. Pollio et de Alberto Dallolio. Le premier avait demandé une augmentation du budget du ministère de 551 milliards de lires pour les dépenses extraordinaires et de 85 milliards de lires pour les dépenses ordinaires. Grandi - qui prétendit avoir accepté la nomination parce qu'il était soumis au "chantage" de Salandra, qui menaçait de se retirer du poste, et parce qu'il était poussé par son ami Brusati (et donc par le roi) - se contenta de 200 milliards de lires pour les dépenses extraordinaires.
Il trouve une armée durement éprouvée par la guerre en Libye et en rend compte au Premier ministre, bien que Salandra fasse ensuite des déclarations beaucoup plus optimistes à la Chambre des députés. En tant que chef du département, en juillet, il joue également un rôle dans la nomination de Luigi Cadorna comme chef d'état-major de l'armée, à laquelle il semble toutefois s'être opposé (et en fait, Cadorna sera à son tour l'un des artisans de la chute ultérieure de Grandi).
Grandi, ministre institutionnel de formation "bureaucratique" (dans le bon sens du terme), qui avait déjà eu des désaccords avec son Premier ministre, se voit contraint de faire des choix très importants lorsque la Première Guerre mondiale éclate, quelques mois seulement après son entrée en fonction: la perspective du conflit place l'Italie libérale et son gouvernement conservateur dans l'obligation de prendre des décisions drastiques et extrêmement importantes.
Le gouvernement italien, et surtout son ministre des Affaires étrangères Antonino Paternò-Castello, marquis de Sangiuliano, était enclin à adopter une attitude attentiste, et donc la neutralité, en attendant les promesses autrichiennes (ou plus tard anglo-françaises) de compensation pour l'Italie en échange de son intervention. Cadorna (et peut-être aussi le roi) insiste plutôt sur une intervention immédiate, meilleure si elle est triplice, en tout cas destinée à maintenir haut le prestige militaire et politique italien.
Alors que Cadorna propose la mobilisation générale et le réarmement immédiat, Grandi, aligné sur le gouvernement et conscient des difficultés de l'armée, vise une solution interlocutoire: la neutralité et la mobilisation partielle de seulement deux classes de conscrits.
En quelques semaines, cependant, il est devenu évident que la perspective d'une guerre européenne était une perspective à long terme et qu'aucun des deux blocs en lice n'avait l'intention de promettre quoi que ce soit de contraignant à l'Italie.
Entre août et septembre, Cadorna fait à nouveau pression sur l'Italie pour qu'elle saisisse les dernières opportunités d'une mobilisation générale qui permettrait au moins de mener quelques opérations militaires avant que l'hiver ne rende les cols alpins ou le Karst inhabitables; mais Salandra n'a pas encore pris sa décision et Grandi stagne. A la mi-septembre, les interventionnistes, menés par Corriere della sera, lancent une campagne plus forte contre Sangiuliano et Domenico Grandi, alors qu'il est désormais clair que la guerre sera, le cas échéant, dirigée contre l'Autriche. Le 30 septembre, Salandra écrit au roi pour exprimer sa désapprobation à l'égard de G. et de Paternò-Castello, tandis que la démission du sous-secrétaire à la guerre, le général Giulio Cesare Tassoni, est interprétée par tous les observateurs comme l'implication de Cadorna dans la campagne contre Grandi; à ce moment, Salandra, qui l'avait utilisé pour contenir Cadorna (et le roi) entre juillet et août, renvoie Grandi et le pousse à démissionner (8 octobre 1914).
Il serait impropre de considérer Grandi comme un neutraliste giolitain dans le contexte du gouvernement de droite salandrien: il représentait plutôt cette partie de l'armée qui était consciente de ses propres limites (en effet Cadorna, entre octobre 1914 et mai 1915, dut réarmer lourdement et ce qu'il fit ne fut pas suffisant), mais qui n'était pas disposée à délégitimer l'effort militaire réalisé par Crispi et l'Italie giolitaine jusqu'à ce moment-là ni à faire des avancées qui, pour Grandi, semblaient précipitées. En effet, Domenico Grandi est resté trop longtemps éloigné des centres de pouvoir qui élaborent la politique militaire et stratégique nationale, et pouvait représenter, au mieux, la vieille armée bureaucratique de l'Italie libérale. D'autre part, il n'est pas possible de tout expliquer par le flegme bureaucratique ou les compétences individuelles (ou non). Même s'il n'y a pas de documentation directe, il est possible de soupçonner une série d'inquiétudes fondées de la part de Domenico Grandi: qu'il avait pressenti que la guerre serait longue, qu'il n'avait pas confiance dans les idées de Cadorna concernant la prise de Trieste ou la "tenue" de l'Autriche, et, enfin, il craignait surtout que l'armée, éprouvée par la campagne de Libye, ne soit pas prête.
Démissionnaire le 4 novembre 1914, Domenico Grandi reprend la fonction de commandant du 10e corps d'armée. C'est là que, le 5 juin 1915, il est rappelé pour les besoins de la guerre.
Désormais subordonné à Cadorna, qui avait contribué à l'évincer du ministère, il n'a pas de tâches de premier ordre; en 1915, comme consolation partielle, il reçoit la croix de l'ordre militaire de Savoie (pour sa participation aux opérations sur le plateau du Karst) et la médaille de l'ordre des Saints-Maurice-et-Lazare pour ses cinquante ans de service.
Mais à la première occasion importante, le commandant suprême italien, dans une intervention musclée, se débarrasse de son ancien ministre et le 10e corps de Grandi est affecté à la 3e armée (et non à la 2e, plus importante). Elle participe cependant à la première bataille de l'Isonzo (juin-juillet 1915), avec les 19e et 20e division, à la deuxième (août 1915) et à la troisième (octobre 1915). L'unité de Grandi est ensuite passée à l'arrière, jusqu'à ce qu'en mai 1916, elle soit transférée à la 1re armée, sur le front du Trentin, où en juin elle subit l'attaque dans le cadre de la "Strafexpedition".
Lors de la contre-attaque (juillet 1916), Grandi a également repris l'importante position du Mont Cimone, qui a toutefois été détruite par une mine ennemie (23 septembre).
De façon inattendue, à la fin du mois de décembre, Grandi est transféré du 10e au 14e corps d'armée, en réserve. Le 7 mars 1917, il est même mis à disposition et, en avril, il est envoyé au commandement du corps d'armée territorial de Vérone. Le 14 novembre, il est placé en position d'auxiliaire et le 1er juin 1917 en congé. Avec la congédiement du général Roberto Brusati, également liée aux événements de la "Strafexpedition", la rétrogradation de Domenico Grandi représente "la partie la plus sombre du travail de Cadorna au Commandement suprême" .
La carrière militaire de Domenico Grandi était terminée. "Son" armée avait en fait pris fin avec la nomination de Cadorna et la Grande Guerre: il n'est donc pas surprenant qu'avant même que celle-ci ne prenne fin, il ait été brusquement mis sur la touche.
Grandi vécut encore vingt ans: politiquement, il semble qu'il n'avait guère d'enthousiasme pour le régime fasciste, qui entendait aussi exalter l'armée et la patrie. Il existe une anecdote selon laquelle il aurait effacé le fascio littorio de son exemplaire personnel de l'Annuaire du Sénat, parce que le Sénat appartenait à la nation et au roi et ne pouvait être partisan. Plus précisément, Grandi est l'un des principaux généraux qui s'opposent au décret de Di Giorgio, par lequel le fascisme entend réorganiser l'armée.
Domenico Grandi décède à Rome le 31 janvier 1937.

### Carrière militaires
- Sous-lieutenant (sottotenente): 22 août 1869
- Lieutenant (tenente): 4 novembre 1875
- Capitaine (capitano): 27 mars 1879
- Major (maggiore): 21 mars 1886
- Lieutenant Colonel (tenente colonnello): 23 août 1891
- Colonel (colonnello): 18 août 1895
- Général de division (maggiore generale): 21 octobre 1900
- Lieutenant-général (tenente generale): 6 février 1908-1 juin 1917, date de la retraite

### Commissions sénatoriales
- Membre de la Commission des finances (13 décembre 1918-29 septembre 1919) (5 décembre 1919-7 avril 1921) (15 juin 1921-10 décembre 1923) (30 mai 1924-20 novembre 1924), Vice-président de la Commission des finances (20 novembre 1924-21 janvier 1929) (3 mai 1929-19 janvier 1934)
- Membre de la commission des pétitions (4-23 mai 1929. Démission)
- Membre de la Commission d'examen des Pactes du Latran (16 mai 1929)

### Postes et titres
- Chef de section du bureau de l'Afrique au ministère de la Guerre (1888)

## Décorations
- Chevalier grand-croix décoré du grand cordon de l'ordre des Saints-Maurice-et-Lazare
- Chevalier grand-croix décoré du grand cordon de l'ordre de la Couronne d'Italie
- Chevalier grand-croix décoré du grand cordon de l'ordre colonial de l'Étoile d'Italie
- Commandeur de l'ordre militaire de Savoie
- Croix d'or pour ancienneté de service (40 ans)
- Médaille pour la libération de Rome 1849-1870
- Médaille commémorant les campagnes des guerres d'indépendance (1 barrette)
- Médaille commémorative des campagnes d'Afrique (1882-1935)
- Médaille commémorative de la guerre italo-autrichienne 1915 - 1918 (4 années de campagne)
- Médaille commémorant l'unification de l'Italie
- Médaille commémorative italienne de la victoire interalliée

## Sources
- (it) Cet article est partiellement ou en totalité issu de l’article de Wikipédia en italien intitulé « Domenico Grandi » (voir la liste des auteurs).